# Löktåg
Löktåg (Juncus bulbosus) är en tågväxtart som beskrevs av Carl von Linné. Löktåg ingår släktet Juncus och familjen tågväxter. Många underarter av löktåg har beskrivits men arten kategoriseras idag som monotypisk.

## Bildgalleri

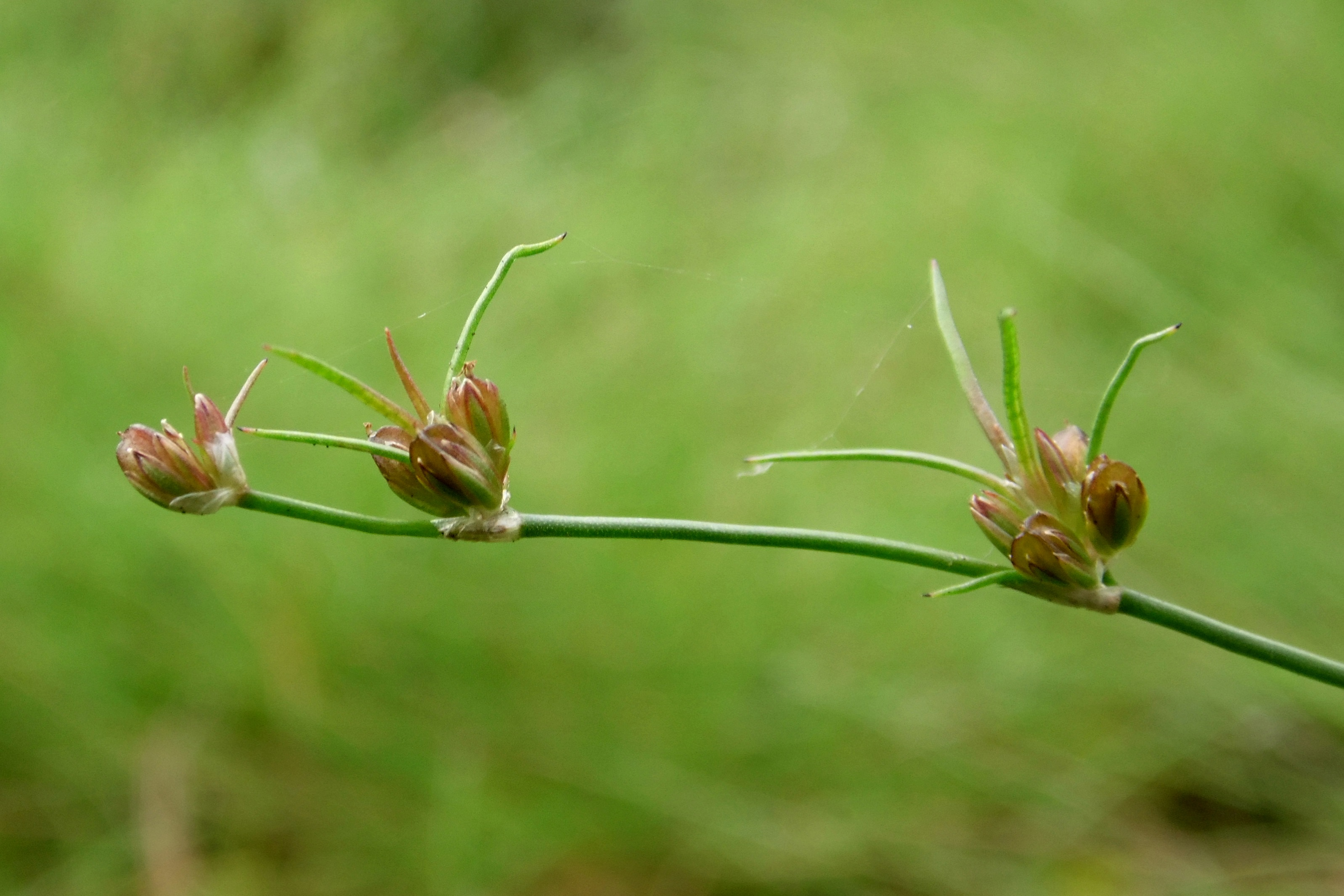
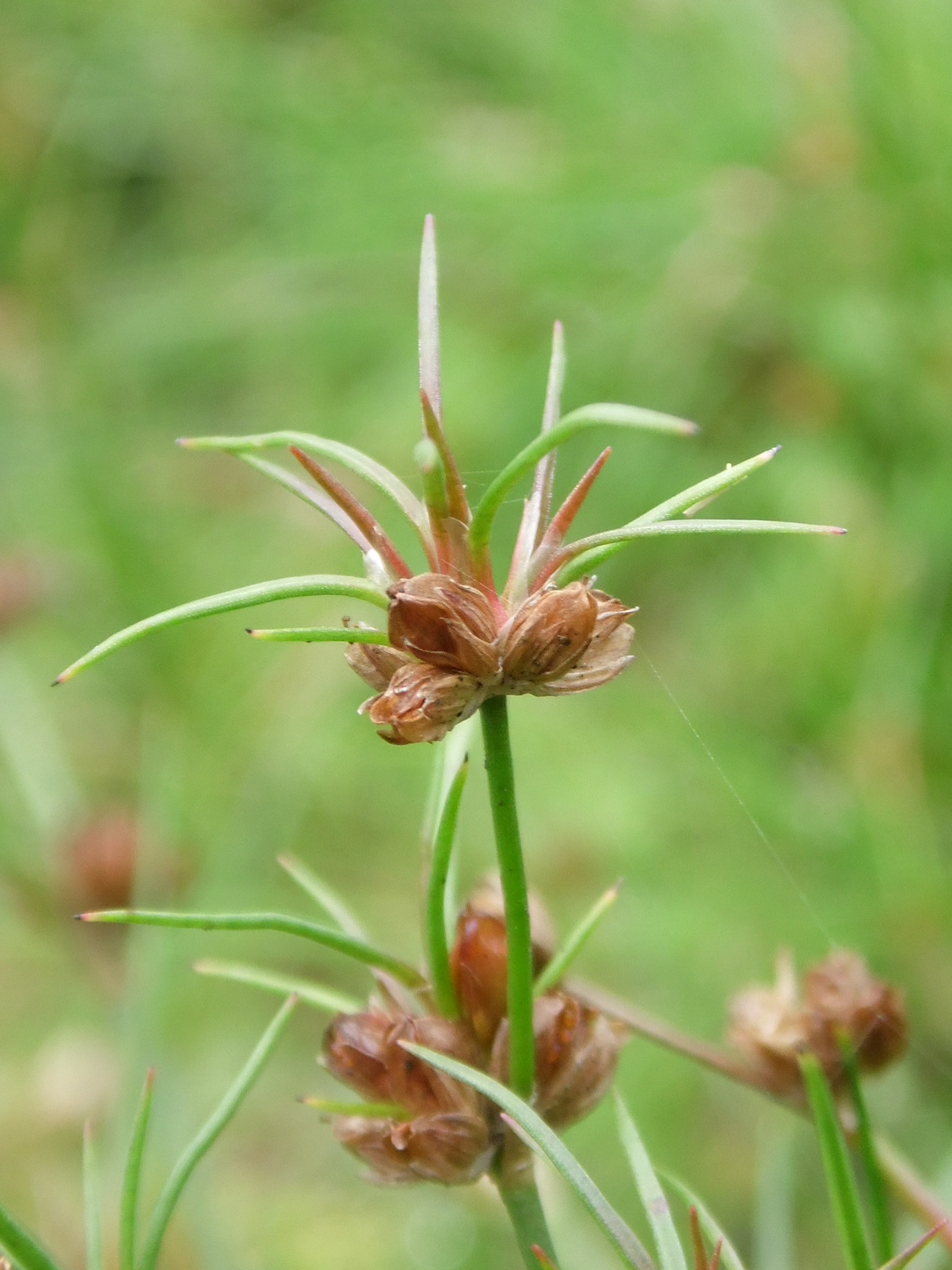